# Таборы (посёлок, Добрянский район)
Таборы — посёлок в Добрянском районе Пермского края. Входит в состав Перемского сельского поселения.

## Географическое положение
Посёлок расположен в нижнем течении реки Вильва, при впадении в неё реки Исток, к юго-востоку от административного центра поселения, села Перемское. Железнодорожная станция Таборы расположена примерно в 800 м к северо-западу от посёлка.

## Население
| 2010 |
| ---- |
| 129  |

## Улицы
- 8 марта ул.
- Болотная ул.
- Восьмое Марта ул.
- Зубкова ул.
- Калинина ул.
- Комсомольская ул.
- Советская ул.
- Совхозная ул.
- Трактовая ул.
- Школьная ул.

## Топографические карты
- Лист карты O-40-42 Чёлва. Масштаб: 1 : 100 000. Состояние местности на 1982 год. Издание 1988 г.